# Per Kallstenius
Per Kallstenius, född 9 juni 1944, är en svensk arkitekt. Kallstenius var stadsarkitekt i Stockholm första gången 1984–1989 och därefter 1994–2010.

## Biografi
Per Kallstenius växte upp på Lidingö. Från början hade Kallstenius för avsikt att bli arkeolog och feriearbetade på Stockholms stadsmuseum med att rekonstruera tidiga järnåldersbyar.
Kallstenius första uppgift som stadsarkitekt var att ge liv åt 1970-talets betong, prång och hål, ett arbete som gjordes tillsammans med fastighetsägare, politiker och arkitekter. Under sin första period som stadsarkitekt och som dåvarande chefsarkitekt för FFNS arkitekter försökte han även att återge Kungsgatan sin forna status tillbaka. Det åstadkom han genom bland annat bredare trottoarer, enhetlig skyltning och enhetlig belysning. I samband med upprustningen av Norrmalmstorg 1993 ritade han Palmhuset i en kinesiserande stil inspirerad av asiatiska tehus. 
Kallstenius är känd anhängare av höga byggnader i Stockholm. Han menar att höghus utformade så att de följer topografin kan påverka stadens siluett positivt. Stadsutvecklingar som i Köln eller Frankfurt (med många centralt placerade höghus) ser han inte som förebild. I Stockholm planeras framöver[när?] 34 skyskrapor, dessa ska stå vid brofästen som två 22-våningshus på båda sidor om Essingeleden. Exempelvis i Värtahamnen, Liljeholmen och i Kista vill Stockholm bygga högt, i Kista finns planer på ett 40-våningshotell.[uppföljning saknas]
Även i (den numera skrinlagda) tillbyggnaden av Stockholms stadsbibliotek var Per Kallstenius involverad. Han tyckte det prisvinnande förslaget var bra och menade att "…det kommer att ta ett antal år innan folk ser resultatet och hur fint byggnaden hänger ihop med Läkarhuset och resten av platsen…". I augusti 2010 gick han i pension och efterträddes då av Karolina Keyzer.
Kallstenius invaldes 1990 som ledamot av Ingenjörsvetenskapsakademien.